# NGC 7502
NGC 7502 (другое обозначение — ESO 604-**5) — двойная звезда в созвездии Водолей.
Этот объект входит в число перечисленных в оригинальной редакции «Нового общего каталога».